# Ребцовская, Татьяна Анатольевна
Татьяна Анатольевна Ребцовская (20 января 1978, Северодвинск, Архангельская область, РСФСР, СССР — 20 января 2004, Екатеринбург, Россия) — российская баскетболистка, выступавшая в амплуа атакующего и разыгрывающего защитника. Неоднократный призёр чемпионата России.

## Биография
Воспитанница северодвинской баскетбольной секции (первый тренер — Любовь Овчинникова). Выступала на различных детских турнирах, где её заметили селекционеры из Волгограда, которые в 1992 году пригласили Ребцовскую поступить в училище олимпийского резерва. Ребцовская выступала за команду первой лиги «Юность». В 1995 году выиграла золотые медали первенства Европы среди юниорок в Словакии. В этом же году подписала профессиональный контракт с командой высшей лиги СГАУ Самара. В следующем году участвовала в юниорском чемпионате мира в Бразилии, где команда заняла 5-е место, Ребцовская отыграла 6 игр, в среднем набрала 7,8 очка, 1,3 подбора и сделала 1,8 передачу (лучший показатель в сборной).
В 1998 году подписала контракт с екатеринбургским «Уралмашем», где добилась лучших своих результатов в карьере игрока. Играя сразу на двух позициях — разыгрывающей и атакующей защитницы, при росте 174 см, по точности бросков (два попадания из трех) считалась одной из лучших в суперлиге. В сезоне 1999/2000 она вошла в список лучших игроков сезона, в категории разыгрывающих заняла 5-е место. Через сезон, по итогам первенства России 2001/2002, Ребцовская заняла 2-е место в категории защитников, пропустив вперёд Илону Корстин.
В сборной России Ребцовская постоянно входила в расширенный список кандидатов, но либо тренеры не брали, либо травмы мешали играть в турнирах. Именно травмы помешали Ребцовской участвовать в розыгрышах чемпионатов Европы 1999 и 2001 годов.
Устав бороться с травмами, Ребцовская приняла решение после сезона 2001/2002 закончить выступление в баскетболе. В этот год она выиграла золотые медали чемпионата России, установила личные рекорды по очкам (516), атакующим передачам (174), перехватам (92) и подборам (143). Всего за «УГМК» Ребцовская провела 159 матчей, набрав в них 1508 очков.
Главный тренер команды Владимир Колосков об уходе Ребцовской:

Завершила спортивную карьеру защитница Татьяна Ребцовская. Её замучили травмы, об уходе из большого спорта она объявила ещё в конце прошлого сезона по собственной инициативе. Нам очень жаль терять такого игрока. Но здоровье важнее. Это не дело, когда девушка три недели тренируется, а потом неделю лежит под капельницей. С Таней мы договорились: двери, нет, даже не двери, а ворота клуба для неё всегда будут широко раскрыты. Насколько мне известно, Татьяна хочет заняться менеджментом, и, по-моему, её будущая работа будет связана с косметологией. Ребцовская — серьезный человек, и я полагаю, у неё все хорошо сложится и за пределами баскетбольной площадки.

Через два года в день своего 26-летия Ребцовская выпрыгнула из окна своей квартиры на 10-м этаже.
В своё время екатеринбургские журналисты дали ей прозвище Мышка за её тонкий голос. Прозвище закрепилось и даже в официальных документах баскетболистку именовали Мышкой.
По воспоминаниям первого тренера Татьяны Любовь Овчинниковой:

Голосок у Танюши действительно был негромкий. Но она брала игрой, всегда вела подруг за собой — словом, была настоящим капитаном команды.

## Достижения
- Чемпион Европы среди юниорок: 1996
- Чемпион России: 2002
- Серебряный призёр чемпионата России: 1999, 2000, 2001